# هيثم كمال
هيثم كمال (17 نوفمبر 1987 بالإسكندرية في مصر - ) هو لاعب كرة سلة مصري في مركز الوسط، شارك في بطولة كأس العالم لكرة السلة 2014 وبطولة أمم أفريقيا لكرة السلة 2015 وبطولة أمم أفريقيا لكرة السلة 2013 وألعاب البحر الأبيض المتوسط 2013 وبطولة أمم أفريقيا لكرة السلة 2009 وبطولة أمم أفريقيا لكرة السلة 2017.

## وصلات خارجية
- هيثم كمال على موقع الاتحاد الدولي لكرة السلة (الإنجليزية)
- هيثم كمال على موقع كرة السلة الأوروبية.كوم (الإنجليزية)
- هيثم كمال على موقع ريلجم (الإنجليزية)
- هيثم كمال على موقع بروبوليرز (الإنجليزية)
- هيثم كمال على موقع سبورتس رفرنس (الإنجليزية)